# Dépêche-toi de rire
Dépêche-toi de rire est une mélodie française de la compositrice Claude Arrieu, écrite en 1956.

## Contexte et création
Claude Arrieu compose Dépêche-toi de rire sur un texte de Jean Tardieu extrait de son recueil Monsieur Monsieur. L'œuvre est publiée chez Casa Ricordi en 1957.